# Limosella macrantha
Limosella macrantha är en flenörtsväxtart som beskrevs av R. E. Fries. Limosella macrantha ingår i släktet ävjebroddar, och familjen flenörtsväxter. Inga underarter finns listade i Catalogue of Life.